# Donald D. Horward
Donald D. Horward (1933) es un historiador estadounidense.

## Biografía
Nació en 1933 en Pittsburgh, en el estado de Pensilvania, hijo de un emigrante alemán y una mujer estadounidense. Su nombre completo sería «Donald David Horward». Horward, profesor de la Universidad de Florida State, ha estudiado las Guerras Napoleónicas, en concreto la Guerra Peninsular, y es autor de títulos como The Battle of Bussaco: Masséna vs. Wellington (Florida State University, 1965) sobre la batalla de Bussaco, y Napoleon and Iberia: The Twin Sieges of Ciudad Rodrigo and Almeida, 1810 (University Presses of Florida, 1984), entre otros. También ha sido editor de Napoleonic Military History: A Bibliography (Garland Publishing, 1986). En 2016 se le dedicó el volumen Napoleon and the Operational Art of War, editado por Michael V. Leggiere.